# Municipio de North Beaver
El municipio de North Beaver (en inglés: North Beaver Township) es un municipio ubicado en el condado de Lawrence en el estado estadounidense de Pensilvania. En el año 2000 tenía una población de 4.022 habitantes y una densidad poblacional de 36 personas por km².

## Geografía
El municipio de North Beaver se encuentra ubicado en las coordenadas 40°57′00″N 80°30′29″O / 40.95000, -80.50806.

## Demografía
Según la Oficina del Censo en 2000 los ingresos medios por hogar en la localidad eran de $41,413 y los ingresos medios por familia eran de $50,000. Los hombres tenían unos ingresos medios de $33,152 frente a los $21,906 para las mujeres. La renta per cápita de la localidad era de $18,869. Alrededor del 8,3% de la población estaba por debajo del umbral de pobreza.